# Kravařov
Kravařov (dříve též Hadrunek) je vesnice a samostatná základní sídelní jednotka, tvořící východní část Komárova v Opavě. Zároveň se jedná o součást moravských enkláv ve Slezsku. Kravařov zahrnuje veškerá čísla popisná východně od domů s čísly popisnými 337, 219, 218, 217, 213 a 237.

## Historie
První písemná zmínka o Kravařovu pochází z roku 1575. Osada Hadrunek spadala po roce 1850 pod obec Suché Lazce. K 1. únoru 1970 byla připojena k Opavě jako část obce s vlastním katastrálním územím. K 1. lednu 1980 pak Kravařov přišel o status části obce a stal se plnou součástí Komárova. Název dnes připomíná Kravařovská ulice. V současnosti zástavba Kravařova srůstá s východní zástavbou původního Komárova.